# مارولتروده
مارولتروده (به آلمانی: Marolterode) یک شهر در آلمان است که در اونستروت-هاینیش واقع شده‌است. مارولتروده ۳۵۰ نفر جمعیت دارد.